# Lucas Plapp
Lucas Plapp (conocido como Luke Plapp; Melbourne, 25 de diciembre de 2000) es un deportista australiano que compite en ciclismo en las modalidades de pista y ruta.
Participó en los Juegos Olímpicos de Tokio 2020, obteniendo una medalla de bronce en la prueba de persecución por equipos (junto con Kelland O'Brien, Sam Welsford y Leigh Howard).
En carretera ganó dos medallas en el Campeonato Mundial de Ciclismo en Ruta, en los años 2021 y 2022.

## Medallero internacional
| Juegos Olímpicos | Juegos Olímpicos | Juegos Olímpicos  | Juegos Olímpicos        |
| Año              | Lugar            | Medalla           | Competición             |
| ---------------- | ---------------- | ----------------- | ----------------------- |
| 2020             | Tokio (Japón)    | Medalla de bronce | Persecución por equipos |

| Campeonato Mundial | Campeonato Mundial     | Campeonato Mundial | Campeonato Mundial              |
| Año                | Lugar                  | Medalla            | Competición                     |
| ------------------ | ---------------------- | ------------------ | ------------------------------- |
| 2021               | Flandes (Bélgica)      | Medalla de plata   | Contrarreloj sub-23             |
| 2022               | Wollongong (Australia) | Medalla de bronce  | Contrarreloj por relevos mixtos |

## Palmarés
2021
- Campeonato de Australia Contrarreloj
- 2.º en el Campeonato Mundial Contrarreloj sub-23

2022
- Campeonato de Australia en Ruta

2023
- Campeonato de Australia en Ruta
- Tour de Bright, más 2 etapas

2024
- Campeonato de Australia Contrarreloj
- Campeonato de Australia en Ruta

2025
- Campeonato de Australia Contrarreloj
- 2.º en el Campeonato de Australia en Ruta
- 1 etapa del Tour de Grecia
- 1 etapa del Giro de Italia

## Resultados

### Grandes Vueltas
| Carrera | Carrera         | 2022 | 2023 | 2024 | 2025  |
| ------- | --------------- | ---- | ---- | ---- | ----- |
|         | Giro de Italia  | —    | —    | 52.º | Ab.   |
|         | Tour de Francia | —    | —    | —    | 121.º |
|         | Vuelta a España | 95.º | —    | —    | —     |

| —: No participó | Ab: Abandono |

### Vueltas menores
| Carrera | Carrera              | 2021 | 2022 | 2023 | 2024 | 2025 |
| ------- | -------------------- | ---- | ---- | ---- | ---- | ---- |
|         | Tour Down Under      | —    | —    | 53.º | Ab.  | 6.º  |
|         | París-Niza           | —    | —    | —    | 6.º  | —    |
|         | Vuelta al País Vasco | —    | —    | Ab.  | —    | —    |
|         | Tour de Romandía     | —    | 9.º  | —    | Ab.  | 72.º |

| —: No participó | Ab: Abandono |

### Clásicas, Campeonatos y JJ. OO.
|                         | Milán-San Remo          | —    | —    | —    | 65.º | —   |    |    |
| Clásica San Sebastián   | Clásica San Sebastián   | —    | —    | Ab.  | —    | 7.º |    |    |
| Bretagne Classic        | Bretagne Classic        | —    | —    | Ab.  | —    |     |    |    |
| Gran Premio de Quebec   | Gran Premio de Quebec   | X    | —    | 70.º | —    |     |    |    |
| Gran Premio de Montreal | Gran Premio de Montreal | X    | —    | Ab.  | —    |     |    |    |
| JJ. OO. (Ruta)          | JJ. OO. (Ruta)          | —    | ND   | ND   | —    | ND  | ND | ND |
| JJ. OO. (CRI)           | JJ. OO. (CRI)           | —    | ND   | ND   | Ab.  | ND  | ND | ND |
| Mundial en Ruta         | Mundial en Ruta         | —    | Ab.  | Ab.  | —    |     |    |    |
| Mundial Contrarreloj    | Mundial Contrarreloj    | —    | 12.º | —    | —    |     |    |    |
| Australia en Ruta       | Australia en Ruta       | 17.º | 1.º  | 1.º  | 1.º  | 2.º |    |    |
| Australia Contrarreloj  | Australia Contrarreloj  | 1.º  | —    | 4.º  | 1.º  | 1.º |    |    |

| —: No participó | Ab: Abandono | X: Edición no celebrada |

## Equipos
- INEOS Grenadiers (stagiaire) (2021)
- INEOS Grenadiers (2022-2023)
- Team Jayco AlUla (2024-)